# Klaus Angermann (Musikwissenschaftler)

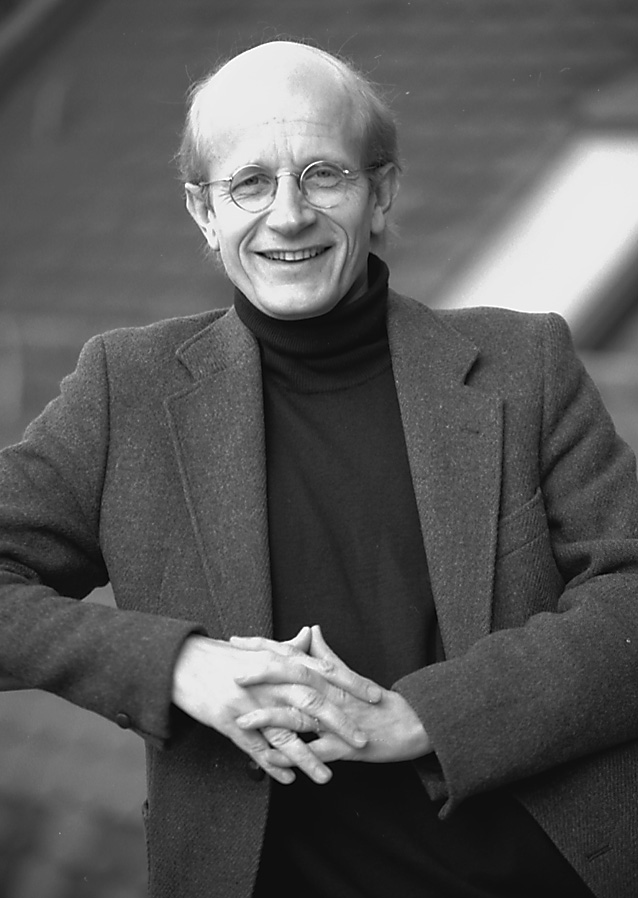
Klaus Angermann, 2004

Klaus Angermann (* 15. April 1953 in Rehau, Oberfranken) ist ein deutscher Musikwissenschaftler und Operndramaturg.

## Leben und Wirken
Klaus Angermann studierte Musikwissenschaft, an der FU Berlin bei Rudolf Stephan, an der Philipps-Universität Marburg bei Reinhold Brinkmann und an der TU Berlin bei Helga de la Motte-Haber, außerdem noch Neuere deutsche Literatur und Linguistik. Während des Studiums war er freier Mitarbeiter bei Musikzeitschriften und Rundfunkanstalten (u. a. SFB, WDR, Deutschlandfunk).
Von 1985 bis 1990 war er Schauspieler/Sänger der Neuköllner Oper Berlin. Von 1985 bis 1992 arbeitete er als Lehrbeauftragter an der Hochschule der Künste Berlin im Fach Musikwissenschaft/Musikpädagogik. Daneben war er von 1989 bis 1992 als wissenschaftlicher Mitarbeiter im Fachgebiet Musikwissenschaft an der Technischen Universität Berlin im Rahmen eines von der Deutschen Forschungsgemeinschaft geförderten Forschungsprojektes über den Komponisten Edgard Varèse tätig. Neben einer Veröffentlichung entstand in diesem Zusammenhang in Zusammenarbeit mit Helga de la Motte-Haber eine Ausstellung, die in der Akademie der Künste Berlin, beim Festival ARS MUSICA in Brüssel und beim Musikfest Hamburg gezeigt wurde. 1994 wurde er an der TU Berlin mit einer weiteren Arbeit über Edgard Varèse promoviert.
Seither veröffentlichte er mehrere Bücher, Zeitschriftenartikel und Rundfunksendungen, speziell zu den Themen Musik des 20. Jahrhunderts und Musiktheater unter anderem über Edgard Varèse, Olivier Messiaen, Dieter Schnebel, Detlev Glanert, Giacinto Scelsi, Jani Christou, Paul Dessau, Giuseppe Verdi, Rebecca Saunders, das Musiktheater Wolfgang Rihms.
Von 1992 bis 1998 war er unter den Intendanzen von Peter Ruzicka und Albin Hänseroth Dramaturg an der Hamburgischen Staatsoper. Er betreute hierbei Uraufführungen von Alfred Schnittkes Historia von D. Johann Fausten, Alexander Zemlinskys Der König Kandaules und Helmut Lachenmanns Das Mädchen mit den Schwefelhölzern.
In der Hamburger Zeit war er für die dramaturgische Betreuung der Hamburger Musikfeste und der Konzertreihe „das neue werk“ (in Kooperation mit dem NDR) zuständig.
1998 holte ihn Wulf Konold als leitenden Musikdramaturgen ans Staatstheater Nürnberg, wo er für die Sparten Oper, Operette, Musical, Tanztheater und Konzert zuständig war.
Von 2008 bis 2010 war Klaus Angermann Chefdramaturg für das Musiktheater am Theater Dortmund. Von 2011 bis 2019 war er Chefdramaturg an der Staatsoper Hannover, wo er u. a. Uraufführungen von Manfred Trojahn und Giorgio Battistelli betreute.
2002 wurde Klaus Angermann für seine wissenschaftliche und künstlerische Arbeit mit dem Kulturpreis der Stadt Rehau ausgezeichnet.
Gastdramaturgien führten ihn seit 2003 wiederholt ans Institut für MusikTheater der Hochschule für Musik Karlsruhe (zum Teil in Kooperation mit den Schwetzinger Festspielen) sowie 2007 ans Landestheater Linz für die Neuproduktion der Oper Orphée von Philip Glass in der Inszenierung von Daniela Kurz.
Zusammen mit der Regisseurin Susanne Frey gründete er 2003 den Verein „voices e.V.“ zur Realisierung innovativer und gattungsüberschreitender Theaterproduktionen. In diesem Zusammenhang war er für konzeptionelle Mitarbeit und dramaturgische Betreuung der Produktionen „La Voix.Die Stimme“ (2004, Koproduktion mit der Tafelhalle Nürnberg, dem ensemble Kontraste und der Opéra Nomade) und „Mozart.Müzik“ (2006, Koproduktion mit der Tafelhalle Nürnberg und Radialsystem Berlin) verantwortlich.
Klaus Angermann hat bisher mit Regisseuren zusammengearbeitet wie u. a. Hans Hollmann, Achim Freyer, Andrea Raabe, Olivier Tambosi, Beverly Blankenship, Stephen Lawless, Gottfried Pilz, Wolfram Mehring, Hansgünther Heyme, Michael Beyer, Benedikt von Peter, Kerstin Pöhler, Michael Simon, Christine Mielitz, Bruno Klimek, Gregor Horres, Matthias Davids, Sebastian Baumgarten, Frank Hilbrich, Enrico Lübbe, Michiel Dijkema, Dietrich Hilsdorf, Kay Voges, Ingo Kerkhof und Yoshi Oida sowie mit den Choreographen Stijn Celis, Jo Strömgren, Rodolpho Leoni, Lionel Hoche und Daniela Kurz.
2014 gründete Klaus Angermann zusammen mit Stephan Meier in Hannover das Festival Klangbrücken als Kooperation der Staatsoper Hannover mit der Hochschule für Musik, Theater und Medien Hannover und mit Musik 21 Niedersachsen sowie weiteren freien Musikinstitutionen Hannovers, das sich in jährlichem Turnus einem wichtigen Komponisten der Moderne widmet.

## Publikationen (Auswahl)
- Work in process – Varèses „Amériques“, München 1996
- Edgard Varèse – Dokumente zu Leben und Werk (hg. von Helga de la Motte-Haber und K.A.), Frankfurt/Main 1990
- Giacinto Scelsi – Im Innern des Tons (Hg.), Hofheim 1993
- Jani Christou – Im Dunklen singen (Hg.), Hofheim 1994
- Paul Dessau – Von Geschichte gezeichnet (Hg.), Hofheim 1995
- Notenedition Edgard Varèse "Amériques", Fassung 1921, rev. von K.A., Ricordi Milano 1991

Aufsätze u. a. in
- Edgard Varèse – Die Befreiung des Klangs, hg. von Helga de la Motte-Haber, Hofheim 1992
- Verdi-Theater, hg. von Udo Bermbach, Stuttgart 1997
- Oper im 20. Jahrhundert, hg. von Udo Bermbach, Stuttgart 2000
- Musik-Konzepte 188/189: Rebecca Saunders, hg. von Ulrich Tadday, München 2020
- Neue Zeitschrift für Musik
- Das Orchester
- Österreichische Musikzeitschrift
- positionen – Texte zur aktuellen Musik

## Libretti und Stücke
- Das schlaue Gretchen, Kinderoper nach Jan Werich, Musik von Martin Smolka (UA 2006 Staatstheater Nürnberg, Regie: Eszter Szabo)
- Die Bettleroper, Ballad Opera nach John Gay, Musik von Johann Christoph Pepusch, neue deutsche Textfassung (UA 2007 Markgrafentheater Erlangen, Regie: Andrea Raabe)
- Das Märchen vom Märchen im Märchen, Musiktheater für Kinder nach Kemal Kurt, mit traditioneller türkischer Musik (UA 2009 Theater Dortmund, Regie: Ali Jalaly)
- Robert S., experimentelles Musiktheater, Musik von Karola Obermüller, Annette Schlünz, Peter Gilbert, Georg Katzer und Sergej Newski (UA 2011 Theater Bonn, Regie: Michael von zur Mühlen)
- Münchhausen, Musiktheater für Kinder, Musik von Jan Masanetz (UA 2015 Staatsoper Hannover, Regie: Beverly Blankenship)
- Die drei Spinnerinnen, Kinderoper nach Brüder Grimm, Musik von Gregor A. Mayrhofer (UA 2018 Staatsoper Hannover, Regie: Neil Barry Moss)